# یو سونگ (جودوکار)
یو سونگ (于 颂؛ زادهٔ ۶ اوت ۱۹۸۶) جودوکار اهل چین است.
وی در مسابقات کشوری و بین‌المللی در مجموع برندهٔ ۲ مدال طلا، ۱ مدال برنز شده‌است.